# Gaotang Shuiku
Gaotang Shuiku (kinesiska: 高塘水库) är en reservoar i Kina. Den ligger i provinsen Jiangsu, i den östra delen av landet, omkring 260 kilometer norr om provinshuvudstaden Nanjing. Gaotang Shuiku ligger 28 meter över havet. Arean är 4,8 kvadratkilometer. Trakten runt Gaotang Shuiku består till största delen av jordbruksmark. Den sträcker sig 2,8 kilometer i nord-sydlig riktning, och 2,9 kilometer i öst-västlig riktning.
Genomsnittlig årsnederbörd är 1 109 millimeter. Den regnigaste månaden är juli, med i genomsnitt 303 mm nederbörd, och den torraste är januari, med 13 mm nederbörd.